# Rachid El-Kadiri
Rachid El-Kadiri (31 de enero de 1988) es un deportista marroquí que compitió en judo. Ganó una medalla de bronce en el Campeonato Africano de Judo de 2010, en la categoría de –66 kg.

## Palmarés internacional
| Campeonato Africano | Campeonato Africano | Campeonato Africano | Campeonato Africano |
| Año                 | Lugar               | Medalla             | Categoría           |
| ------------------- | ------------------- | ------------------- | ------------------- |
| 2010                | Yaundé (Camerún)    | Medalla de bronce   | –66 kg              |